# شاتل فضایی دیسکاوری
شاتل فضایی دیسکاوری (به انگلیسی: Space Shuttle Discovery) نام یکی از مدارگردهای برنامه شاتل‌های فضایی سازمان هوانوردی و فضایی ملی آمریکا (ناسا) بود که مأموریت ارسال فضانوردان و قطعات فنی ایستگاه بین‌المللی فضایی را به عهده داشت. این فضاپیما در سال ۲۰۱۱ بازنشسته شد.

## مأموریت‌ها
| نشان‌های مأموریت | نشان‌های مأموریت | نشان‌های مأموریت | نشان‌های مأموریت | نشان‌های مأموریت | نشان‌های مأموریت | نشان‌های مأموریت | نشان‌های مأموریت |
| --------------- | --------------- | --------------- | --------------- | --------------- | --------------- | --------------- | --------------- |
|                 |                 |                 |                 |                 |                 |                 |                 |
| اس‌تی‌اس-۴۱-دی    | اس‌تی‌اس-۵۱-ای    | اس‌تی‌اس-۵۱-سی    | اس‌تی‌اس-۵۱-دی    | اس‌تی‌اس-۵۱-گ     | اس‌تی‌اس-۵۱-آی    | اس‌تی‌اس-۲۶       | اس‌تی‌اس-۲۹       |
|                 |                 |                 |                 |                 |                 |                 |                 |
| اس‌تی‌اس-۳۳       | اس‌تی‌اس-۳۱       | اس‌تی‌اس-۴۱       | اس‌تی‌اس-۳۹       | اس‌تی‌اس-۴۸       | اس‌تی‌اس-۴۲       | اس‌تی‌اس-۵۳       | اس‌تی‌اس-۵۶       |
|                 |                 |                 |                 |                 |                 |                 |                 |
| اس‌تی‌اس-۵۱       | اس‌تی‌اس-۶۰       | اس‌تی‌اس-۶۴       | اس‌تی‌اس-۶۳       | اس‌تی‌اس-۷۰       | اس‌تی‌اس-۸۲       | اس‌تی‌اس-۸۵       | اس‌تی‌اس-۹۱       |
|                 |                 |                 |                 |                 |                 |                 |                 |
| اس‌تی‌اس-۹۵       | اس‌تی‌اس-۹۶       | اس‌تی‌اس-۱۰۳      | اس‌تی‌اس-۹۲       | اس‌تی‌اس-۱۰۲      | اس‌تی‌اس-۱۰۵      | اس‌تی‌اس-۱۱۴      | اس‌تی‌اس-۱۲۱      |
|                 |                 |                 |                 |                 |                 |                 |                 |
| اس‌تی‌اس-۱۱۶      | اس‌تی‌اس-۱۲۰      | اس‌تی‌اس-۱۲۴      | اس‌تی‌اس-۱۱۹      | اس‌تی‌اس-۱۲۸      | اس‌تی‌اس-۱۳۱      | اس‌تی‌اس-۱۳۳      |                 |

## نگارخانه
|                                       |                                |                                |                                  |                                                  |
| اس‌تی‌اس-۴۱-دی، نخستین مأموریت دیسکاوری | دیسکاوری در مأموریت اس‌تی‌اس-۱۲۱ | دیسکاوری در مأموریت اس‌تی‌اس-۱۱۹ | دیسکاوری سوار بر هواپیمای شاتل‌بر | دیسکاوری در حال فرود بعد از مأموریت اس‌تی‌اس-۴۱-دی |